# Wzgórze Krasińskiego

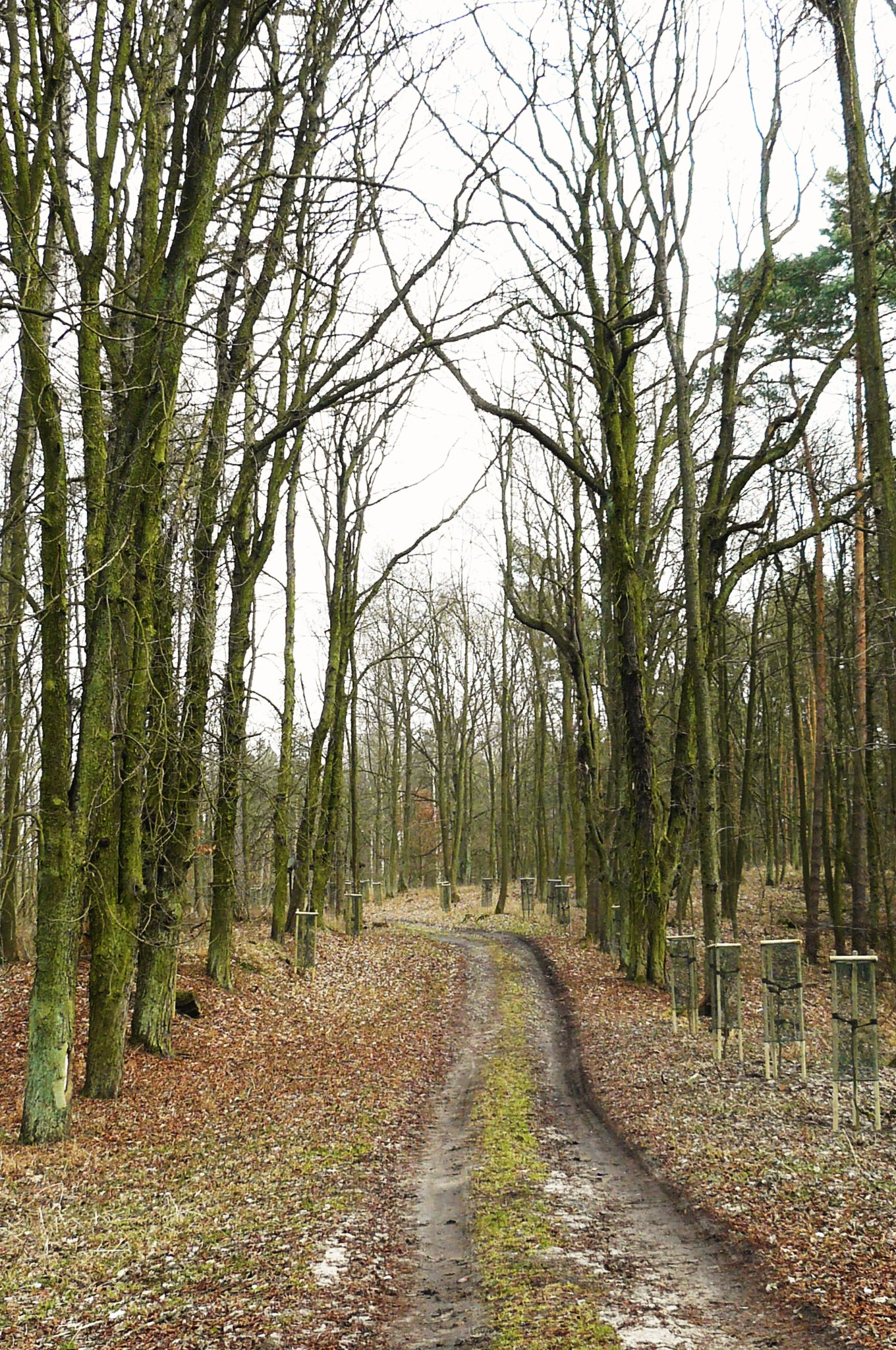
Aleja Filozofów

Wzgórze Krasińskiego – wzgórze morenowe zlokalizowane w powiecie poznańskim, na południowy wschód od Wierzenicy, w gminie Swarzędz. 
Z doliny rzeki Głównej, od dawnego dworu Cieszkowskich, na szczyt prowadzi tzw. Aleja Filozofów, obrośnięta kasztanowcami i topolami białymi. Wiedzie ona skarpą doliny Głównej, na jej przeciwnym niż dwór Cieszkowskich, brzegu. Zachodni odcinek traktu jest częściowo wybrukowany kamieniami polnymi. Nazwa alei wywodzi się od spacerów, jakie odbywał na wzgórze August Cieszkowski ze swoimi gośćmi (m.in. przyjacielem Zygmuntem Krasińskim, czy członkami PTPN), podczas których często poruszano kwestie filozoficzne. Wzgórze wspominane jest w listach Krasińskiego do jego miłości – Delfiny Potockiej (artysta sześciokrotnie odwiedzał Wierzenicę w latach 1843–1845). Legenda głosi, że pod malowniczą sosną (obecnie uschniętą, pomnik przyrody) czytywał listy, które otrzymał od Delfiny. U stóp wzgórza znajdują się stawy rybne oraz ruiny dawnego młyna wodnego na Głównej i fabryki musztardy. 
10 listopada 2016 w Alei Filozofów odsłonięto kapliczkę maryjną, w której umieszczono wizerunek Matki Bożej powstały według obrazu odnalezionego w czasie remontu dworu Cieszkowskich. Wstęgę przecinał m.in. prof. Piotr Łakomy.